# Order Kanady
Order Kanady (ang. Order of Canada, fr. Ordre du Canada) – wysokie cywilne odznaczenie Kanady przyznawane tym, którzy realizują łacińską dewizę orderu: Desiderantes meliorem patriam, czyli „Pragnący lepszej ojczyzny”.
Ustanowiony w 1967, w stulecie powstania Dominium Kanady i wręczany w uznaniu całokształtu zasług Kanadyjczykom, którzy wybitnie przysłużyli się swojemu krajowi. Order przyznawany jest też nie-Kanadyjczykom, którzy swoimi działaniami przyczynili się do dobra ludzkości. Przyznawany jest m.in. politykom, artystom, muzykom, gwiazdom filmu i telewizji, dobroczyńcom i innym zasłużonym w swej dziedzinie osobom. Król Kanady Karol III jest Suwerenem Orderu Kanady, a Generalny Gubernator Kanady – jego Kanclerzem.
Od chwili ustanowienia Orderem Kanady odznaczono ponad 5000 osób. Początkowo jednostopniowy, od 1972 posiada trzy stopnie:
- Companion/Compagnon (CC) – można ich przyznać do 15 rocznie i nie może ich być więcej niż 165 jednocześnie, z wyjątkiem członków honorowych (ang. Honourary Companions, fr. Compagnons honorifiques)
- Officer/Officier (OC) – nie można ich przyznać więcej niż 64 rocznie; obecnie (2005) żyje ponad 1000 odznaczonych nim osób
- Member/Membre (CM) – można ich przyznać do 136 rocznie, bez limitu łącznej liczby; obecnie (2005) żyje blisko 2000 osób nim odznaczonych

Jeżeli specjalna Rada Doradcza uzna, że któryś z Kawalerów Orderu Kanady naraził jego reputację, może order odebrać. W historii najwyższego stopnia orderu (CC) zdarzyło się to dotąd dwukrotnie: w 1998 odebrano go Alanowi Eaglesonowi, zaś w 2005 – Davidowi Ahenakewowi.
| Towarzysz | Oficer | Członek |

## Odznaczeni
Wśród odznaczonych najwyższym stopniem Orderu Kanady znaleźli się m.in.:
- Bryan Adams, piosenkarz
- Margaret Atwood, pisarka
- Jean Beliveau, zawodowy hokeista
- Pierre Berton, dziennikarz, pisarz i historyk
- Charles Best, naukowiec
- Joe Clark, były premier Kanady
- Leonard Cohen, pisarz, poeta i muzyk
- Robertson Davies, powieściopisarz, dramaturg, krytyk i dziennikarz
- Céline Dion, piosenkarka
- Tommy Douglas, polityk
- Terry Fox, sportowiec i działacz na rzecz pomocy osobom chorym na raka (najmłodszy)
- Michael J. Fox, aktor
- Marc Garneau, pierwszy Kanadyjczyk w kosmosie
- Wayne Gretzky, hokeista
- Ian Hacking, filozof
- Ferguson Jenkins, baseballista, członek Baseball Hall of Fame
- Gordon Lightfoot, piosenkarz folkowy i kompozytor
- Loreena McKennitt, piosenkarka
- Joni Mitchell, piosenkarka, malarka
- Yannick Nézet-Séguin, dyrygent i pianista
- Leslie Nielsen, aktor, komik, lektor
- Oscar Peterson, muzyk, rektor York University
- Adrianne Pieczonka, śpiewaczka operowa (sopran)
- Christopher Plummer, aktor
- Judah Hirsch Quastel, biochemik
- Mordecai Richler, pisarz
- Gabrielle Roy, pisarz
- Martin Short, aktor, komik, scenarzysta
- Václav Smil, naukowiec
- Pierre Trudeau, były premier Kanady